# Andy Webster
Andrew Neil Webster (Dundee, 23 april 1982) is een Schots voetballer (verdediger), die sinds 2013 voor de Engelse derdeklasser Coventry City FC uitkomt. Voorheen speelde hij voor Arbroath FC, Heart of Midlothian FC, Wigan Athletic FC, op huurbasis en later permanent voor Rangers FC en op huurbasis voor Bristol City FC en Dundee United FC.
Webster werd bekend omdat hij als eerste speler van club veranderde zonder dat de door zijn oude club gewenste transfersom betaald hoefde te worden. Hij is daarmee een opvolger van Jean-Marc Bosman.
Webster tekende in 2001 een contract bij de Schotse club Heart of Midlothian FC. In 2006 kreeg hij onenigheid met die club over de verlenging van zijn contract. Rangers Football Club wilde Webster overnemen, Hearts wilde hieraan slechts meewerken als er een zeer forse transfersom werd betaald.
Webster maakte toen gebruik van een nieuwe regel die was opgesteld door de FIFA. Deze regel houdt in dat een speler na drie jaar zijn contract met zijn oude club kan opzeggen als hij naar een buitenlandse club vertrekt en zijn oude club tijdig wordt geïnformeerd. Hij tekende een contract bij Wigan Athletic en werd door die club verhuurd aan de Rangers. Omdat Wigan een Engelse club is was er formeel  sprake van een overgang naar een buitenlandse club.
Hearts nam hiermee geen genoegen en schakelde de FIFA in. De club verzocht de FIFA om te beslissen dat Webster 12 maanden lang niet voor een andere Schotse club zou mogen spelen zonder instemming van Hearts. De FIFA wees dit verzoek af, maar bepaalde wel een vergoeding die door Webster aan Hearts betaald diende te worden. In 2008 besliste het Internationaal Arbitragehof voor de Sport in Lausanne op een beroep van Hearts dat Webster wel voor Rangers Football Club mag spelen, maar dat hij aan Hearts een vergoeding moet betalen die overeenkomt met het salaris dat hij verdiend zou hebben als hij zijn contract bij Hearts zou hebben uitgediend.